# 瓦倫西亞大鬥牛場 (委內瑞拉)

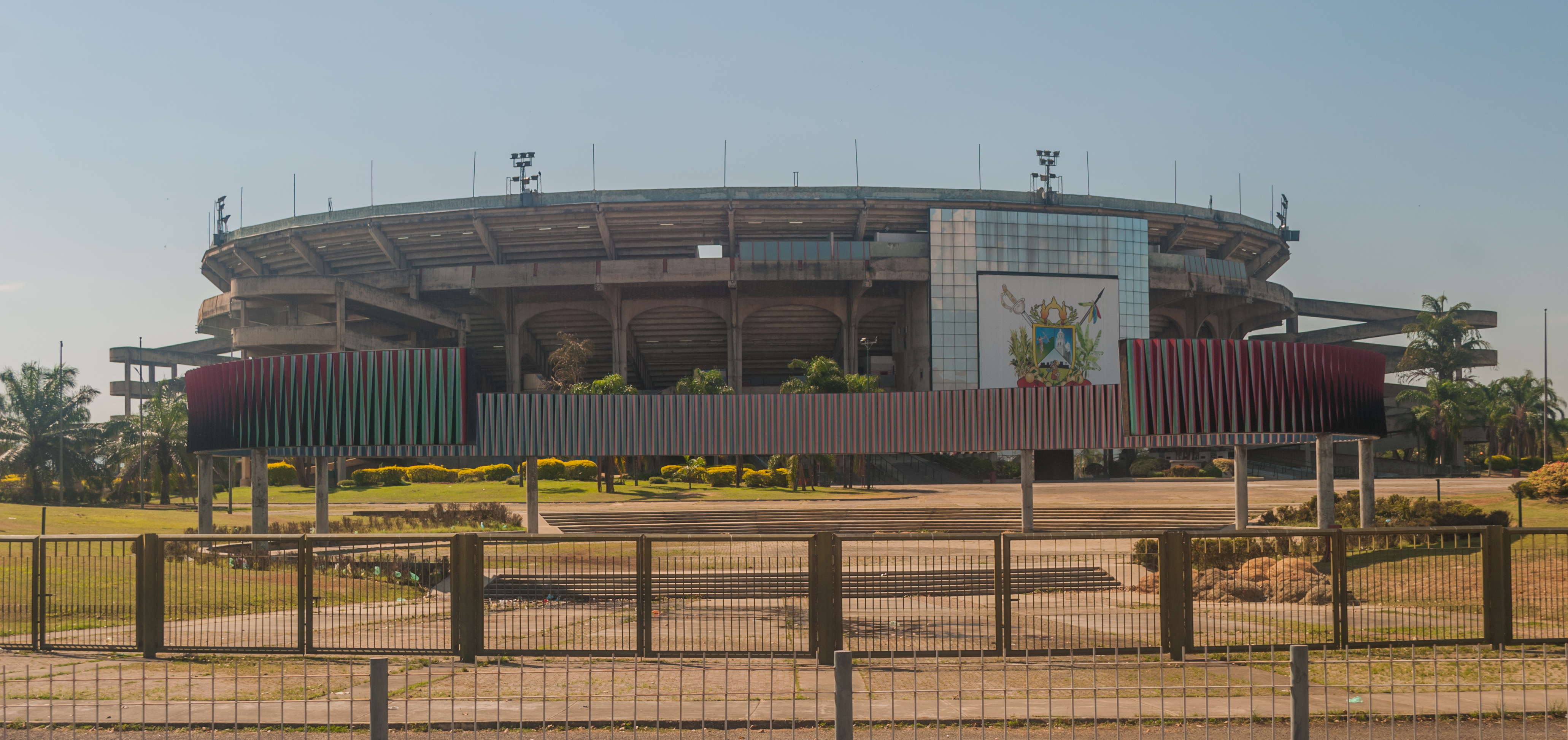
瓦倫西亞大鬥牛場

瓦倫西亞大鬥牛場（西班牙語：Plaza de Toros Monumental de Valencia）是委內瑞拉瓦倫西亞的鬥牛場，建於1968年。除了鬥牛活動外也會作為其他用途，如音樂會和集市。它是世界上第二大鬥牛場，可容納24,708人。